# Opharus conspicuus
Opharus conspicuus är en fjärilsart som beskrevs av Druce 1906. Opharus conspicuus ingår i släktet Opharus och familjen björnspinnare. Inga underarter finns listade i Catalogue of Life.